# Orlando Pirates FC
Az Orlando Pirates FC egy dél-afrikai labdarúgóklub, melynek székhelye Johannesburgban található. A klubot 1937-ben alapították Orlando Boys Club néven és az első osztályban szerepel.
A Dél-afrikai bajnokságot 4 alkalommal nyerte meg. Egyszeres bajnokok ligája győztes.
Hazai mérkőzéseit az Orlando Stadionban játssza. A stadion 40 000 fő befogadására alkalmas. A klub hivatalos színei: fekete-fehér.

## Sikerlista
- Dél-afrikai bajnok (4): 2000–01, 2002–03, 2010–11, 2011–12
- CAF-bajnokok ligája győztes (1): 1995